# Johanna
Cette page présente le prénom Johanna ainsi que ses variantes.
« Janka » redirige ici. Pour les autres significations, voir Janka (homonymie).
Johana ou Joanna ou Johanna est un prénom féminin équivalent à Jeanne.

## Origine et popularité
Ce prénom dérivé du grec Ἰωάννα (Iōanna) qui reproduit l’hébreu : יוֹחָנָה (Yôḥānâ, « YHWH est gracieux ») est, comme la forme masculine Yohanan, associé aux Hasmonéens. Devenu commun dans les pays anglophones à partir du XIXe siècle, il apparaît un siècle plus tard dans les pays francophones comme variante du prénom Jeanne[réf. souhaitée].

## Fête
Les Joanna et Johanna sont fêtées comme les Jeanne le 30 mai ou le 12 août,.

## Variantes
- en allemand : Johanna[3]
- en anglais : Joanna[4]
- en hongrois : Johanna[3], diminutif Janka[5]
- en néerlandais : Johanna[3]
- en polonais : Joanna[4]
- en suédois : Johanna[3]

## Personnalités portant ce prénom
Pour les articles sur les personnes portant ce prénom, consulter les listes générées automatiquement pour les variantes Joanna, Johanna et Janka.